# 빵빵녀와 절벽녀
《빵빵녀와 절벽녀 (山おんな壁おんな)》는 2007년 7월 5일 ~ 2007년 9월 20일까지 후지 TV에서 방송된 드라마. 시간은 매주 목요일 밤 10시 ~ 10시 54분까지, 총 12회. 주연은 이토 미사키. 평균 시청률 12.1%, 최고 시청률 14.1%를 기록하였다.

## 개요
마루코시 백화점에 근무하는 아오야기 메구미는, 직장에서는 유능한 캐리어 OL. 그러나, 그녀는 가슴이 작다는 컴플렉스를 안고 있다.그런 어느날, 그녀의 곁으로 산만큼 빵빵한 가슴을 자랑하는 마리야 마리에라는, 천진난만함이 넘치는 여성이 그녀와 같은 가방 매장으로 배속되어 온다. 그녀의 출현으로 가슴 콤플렉스는 한층 더 커지는 가운데 가방 매장 에이스의 자리까지 흔들리게 된 메구미의 고군분투를 코믹하게 그린다.

## 캐스팅

### 백화점 직원
아오야기 메구미이토 미사키
드라마 주인공으로 절벽녀 (壁おんな). 30세. 마루코시 백화점 긴자 본점 가방 판매장의 주임으로 에이스 사원. 손님에게 대하는 접객 태도도 좋고, 사원이나 고객 모두에게 신뢰도 두껍고, 일 잘하는 유능한 캐리어 우먼 OL. 냉정하고 침착하고 착실한 사람이지만, 오기도 있고 지레 짐작하기도 하다. 미인으로 모델과 같은 체형이지만, 절벽과 같은 가슴이 은밀한 컴플렉스, 집에서는 가슴 키우는 체조를 하기도 한다. 꿈은 마루코시 백화점 첫 여성 점장이 되는 것. 아오모리현의 어부의 집에서 태어나 가족, 친척이나 고향 친구 들과 이야기할 때는 쓰가루 방언으로 말한다.
드라마 최종화에서, 이구치와 약혼. 또, 프랑스행을 부친이 무조건 반대되어 빗나가 마리에에게 양보하지만, 두바이로 변경된 걸 마리에에게부터 들고 실신한다.
마리야 마리에후카다 쿄코
또 한사람의 주인공으로빵빵녀 (山おんな). 25세. 다이너마이트 계획이라는 마루코시 백화점의 인재 강화 프로젝트로 본점으로 인사이동했다. 무슨 일이라도 웃음 짓는 천진난만한 성격으로 메구미를 존경하고 있다. 손님 접대도 능숙하고, 손님에게 평판도 좋다. 남성들에게도 인기있지만 비교적 연애는 어리숙하고 순수하다. 대식가로, 좋아하는 것은 불고기, 누차즈케. 더위에 약하다. 컴플렉스는 메구미와는 반대로 가슴이 큰 것 (추정 H컵), 고민이 없는 것이다. 꿈은 자신이 좋아하는 것만을 모은 실렉트 숍 (Select Shop)을 가지는 것. 드라마 최종회에서 사퇴한 메구미 대신 두바이에 가지만 덥다는 이유로 긴자 본점으로 돌아왔다.
오쿠조노 마사유키오이카와 미츠히로
마루코시 백화점의 전무 이사. 34세. 사장의 후계자로 이른바 도련님. 동기 입사인 메구미를 한결같이 생각하고 있지만, 여자 좋아하는 걸 메구미가 잘 알고 있기 때문에, 전혀 눈길조차 안 준다. 그렇지만 실상은, 지금까지 여성과 사귄 적은 한번도 없는 것 같다. 드라마 제11화에서, 사장으로 취임된다.
마츠바라 테츠히토카와타 히로키
33세. 바이어 (Buyer). 상당히 말이 많고, 패션에 관한 지식은 풍부하다. 상품을 판별하는 센스도 좋지만, 너무 진취적이여서 실패하는 일도 종종 있다. 하지만, 그 센스를 마리에가 칭찬해줘 그녀에게 끌린다.
오오야마 하루카코이케 에이코
가방 메이커 ‘VENTO’의 판매원으로 27세. 전무 마사유키에게 관심을 갖고 있어 메구미를 라이벌로 생각한다. 일은 같은데, 급료가 좋은 판매 사원 메구미 외 사람들을 싫어한다. 훌륭한 큰 가슴을 갖고 있는, 빵빵녀 (壁おんな)지만, 마리에 보다는 미치지 못한다. 드라마 제9화, 해외 브랜드 ‘벨가리’긴자점 점장에게 스카팅 되어 입사했지만, 실상은 도어 걸(문 여닫고 하는 직원)이었다. 이에 분노와 실망으로 사직. 후에 카즈오와 결혼했다.
쿠루시타 리카미우라 리에코
메구미의 선배 사원, 32세. 가방 매장의 정보통. 그 정보 수집 능력은, 마리에가 “CIA같아 CIAみたい”라고 할만큼, 메구미도 경의를 표할 만큼 빠르고 정확하다. 안경을 쓰고 있다. 스스로는 입은 무겁다 라고 하지만, 실제는 입수한 정보는 곧바로 퍼져 버릴 만큼 가볍다. 취미는 저축하면서, 좋아하는 남자에게 써 버리는 경향이 있다. 상당한 술꾼.
요시노 카나코우에하라 미사
26세. 메구미의 동료. 부모가 유통업계에 영향을 미칠 정도의 유력한 국회의원. 이른바 아가씨. 게다가 웬만한 상식 조차 알지 못하는 세상을 모른다. 물건이나 돈이 부족했던 적은 없지만, 사랑이 부족하다. 모리타를 내 것으로 만들려고 고군분투중.
토요카와 미사토야자와 신
25세. 메구미의 동료. 굳이 말하자면 절벽녀 (山おんな)로, 가슴에 에어 브라를 숨겨 빈약한 가슴을 보강한다. 결혼 욕구가 강하고, 빨리 결혼하고 싶다며 초조해 하고 있다. 신입사원 모리타를 요시노와 라이벌로 대립. 현실적인 성격.
나가시마 마스미코모토 마키
오오야마의 후배로 24세. 마루코시 백화점에 취직하고 싶었지만, 실패해 ‘VENTO’에 취직. 메구미를 존경하는 한편, 오오야마에게는 반항하지 못하고 있다.
쿠와타 료코코모토 마키
오오야마의 후배, ‘VENTO’의 판매원. 22세. 신입사원이라 마루코시 백화점의 상황은 잘 모르지만, 느긋한 성격.
모리타 고로요네하라 코스케 (RUN&GUN)
가방 판매장의 신입사원. 23세. 꽤 인기 있는 남자 사원. 5남매의 막내로, 위로 누나가 4명 있다. 그래서인지 여성에 한 없이 약하다.
쿠즈누마 타다시누쿠미즈 요이치
마루코시 백화점의 부부장. 42세. 겸손한 반면, 의외로 행동파. 현재는 친가에서 모자와 3명에서 살고 있다. 드라마 제8화때, 타무라가 상하이에 가게 되면서, 부장 대리로 승진했다. 메구미에게 프로포즈를 했지만, 거절 당했다.
오쿠조노 고에몬와카바야시 고
마루코시 백화점의 사장으로 65세. 모든 사원에게 존경받는 이상적인 경영자면서, 장난기도 겸비하고 있다. 메구미를 잘 이해해주고, 아들인 마사유키의 신부가 되었으면 하고 혼자 은밀하게 생각한다. 드라마 제11화에서, 회장으로 취임한다.
타무라 타케히코타니하라 쇼스케
38세. 1F Floor의 부장. 직원들이 의지할 수 있는 상사. 또, 메구미가 강한 동경을 가진다. 쾌활한 성격으로 불쾌한 언행은 하지 않아, 주위 사람들이 존경한다. 아내가 있지만, 아이가 생기지 않는 것을 고민하고 있다. 드라마 제8화에서, 상하이 지점으로 옮긴다.
마키노하라 마사코오노 하루코
오오야마의 후임으로 온 ‘VENTO’부장. 제9화부터 등장.

### 그 외
하라다 켄지토쿠이 유
유코의 남편. 45살. 젊었을 때는 배우 지망생이었지만, 꿈을 접고, 극단에 있을 때 식사 준비를 한 것이 주변 사람들에게 칭찬을 받아서, 그것이 지금 요리사로 일하는 계기. 터문없고 썰렁한 개그를 자주 한다.
하라다 유코스즈키 사와
메구미의 소꿉친구, 메구미가가 유일하게 마음 놓게 말하는 사람. 35살. 여배우를 목표로 도쿄로 상경했지만, 같은 극단이었던 켄지와 결혼. 현재는 부부로 카페 다이닝을 경영하고 있다. 켄지가 하는 썰렁한 개그에는 정내미가 떨어질 만큼 질색이다.
아오야기 키요코아카자 미요코
메구미의 엄마. 메구미의 아빠와 사촌이 어머니가 위독하다고 거짓말을 하여 메구미를 집에 내려 오게 한다. 하지만 실상은, 아오모리에서 메구미를 맞선 시키기 위해서다.
타무라 미유키이와하시 미치코
타무라 부장의 아내.
오니가와라 카즈오사토 지로
메구미의 사촌으로, 낙농업자. ‘벨가리’를 그만둬 상심하고 기운 없는 오오야마를 위로해 준 것이 인연으로 결혼까지 골인한다.
아오야기 타카시조사사노 타카시
메구미의 아버지. 어부. 풍수지리를 근거로 메구미에게 복을 가져다 줄 거라면서 핑크색 돼지를 선물해온다.
이구치 쇼헤이니시지마 히데토시
에미의 소꿉친구이자 같은 학교 반 학생이였다. 지금은, 가업인 미장공으로 일하고 있다. 30살. 흙이나 자연을 사랑하는 예술가. 메구미에게 ‘절벽녀 (壁おんな)’라고 이름 붙인 장본인. 엉뚱한 일로 그녀와 재회하지만, 메구미와 마리에의 가슴을 보고 “빵빵녀와 절벽녀 (山おんなと壁おんな)”라고 직원들 들릴 만큼 크게 말해, 백화점 직원들 사이에 퍼진다.
메구미와 말다툼을 많이 하지만, 서로 끌리고 드라마 최종화에서는 약혼하지만, 두바이로 1년간 출장을 떠났다.

## 스태프
- 촬영 - 사사키 하지메
- 편집 - 오치아이 히데유키
- 의상 - 모리오카 미요
- 조명 - 후지모토 준이치
- 미술 - 키무라 타츠아키
- 각본 - 마에카와 요이치
- 각본 협력 - 스즈키 오사무, 타츠미 코우야츠, 이가라시 아키라미
- 음악 - 이시다 카츠노리
- 연출 - 하야시 토오루, 하야마 히로키
- 프로듀서 - 호바라 켄이치로, 츠카다 요코
- 협력 프로듀서 - 나가사카 쥰코
- 제작 - 후지 TV 드라마 제작 센터
- 제작 저작권 - 후지 TV

## 관련 음반

### 주제곡
- EXILE / 時の描片〜トキノカケラ〜

### Original Sound Tracks
1. 時の描片~ﾄｷﾉｶｹﾗ~ (Instrumental For Drama)
2. 丸越しﾃﾞﾊﾟｰﾄの朝
3. Show Window
4. Wanna Be A Mountain Girl
5. ﾋﾟﾝｸの豚
6. Ballade
7. Mountain Girl
8. ﾀﾞｲﾅﾏｲﾄ娘
9. ﾃﾞﾊﾟｰﾄｶﾞｰﾙのﾕｰｳﾂ
10. Wall Girl & Mountain Girl
11. 恋のﾐﾙﾌｨｰﾕ
12. 哀愁のﾃﾞﾊﾟｶﾞ
13. Be Now!
14. 木Rock Climbing
15. Ha!
16. Fall In Love With You
17. Dreams

## 부제·시청률
| 각 화  | 방송일          | 부제                | 시청률 |
| ------ | --------------- | ------------------- | ------ |
| 제1화  | 2007년 7월 5일  | 단추가 난다…!?      | 14.1%  |
| 제2화  | 2007년 7월 12일 | 핑크 돼지!?         | 13.5%  |
| 제3화  | 2007년 7월 19일 | 개미와 배짱이       | 12.1%  |
| 제4화  | 2007년 7월 26일 | 온천에 수박!?       | 12.7%  |
| 제5화  | 2007년 8월 2일  | 꿈의 H컵!!          | 11.3%  |
| 제6화  | 2007년 8월 9일  | 결혼은 궁합!?       | 11.4%  |
| 제7화  | 2007년 8월 16일 | 첫사랑 상대…!?      | 11.1%  |
| 제8화  | 2007년 8월 23일 | 안녕, 사랑하는 사람 | 11.7%  |
| 제9화  | 2007년 8월 30일 | 결혼해 주세요!?     | 12.3%  |
| 제10화 | 2007년 9월 6일  | 땀!? 사랑의 예감!!  | 11.3%  |
| 제11화 | 2007년 9월 13일 | 누구와 결혼해!?     | 13.0%  |
| 최종화 | 2007년 9월 20일 | 안녕 빵빵녀         | 11.1%  |

평균 시청률 12.1%(비디오 리서치 조사·관동지방 기준)

## 기타
- 제3화로 하가 켄지가 출연할 예정으로 녹화하기 끝냈지만, 2007년 6월 30일에 공갈 혐의로 체포되어 출연신이 삭제. 하지만, 카메오 역할이었기 때문에 전개에는 영향이 없었다.
- 후카다 쿄코가 메이킹에서 특수 용품을 사용해 가슴을 억지로 크게 보이게 하였다고 설명하였고, 이토 마사키 역시 무언가를 몸에 감아 작제 보이게 했다고 설명하였다.